# Lespesia plaumanni
Lespesia plaumanni là một loài ruồi trong họ Tachinidae.